# Světová unie Makabi

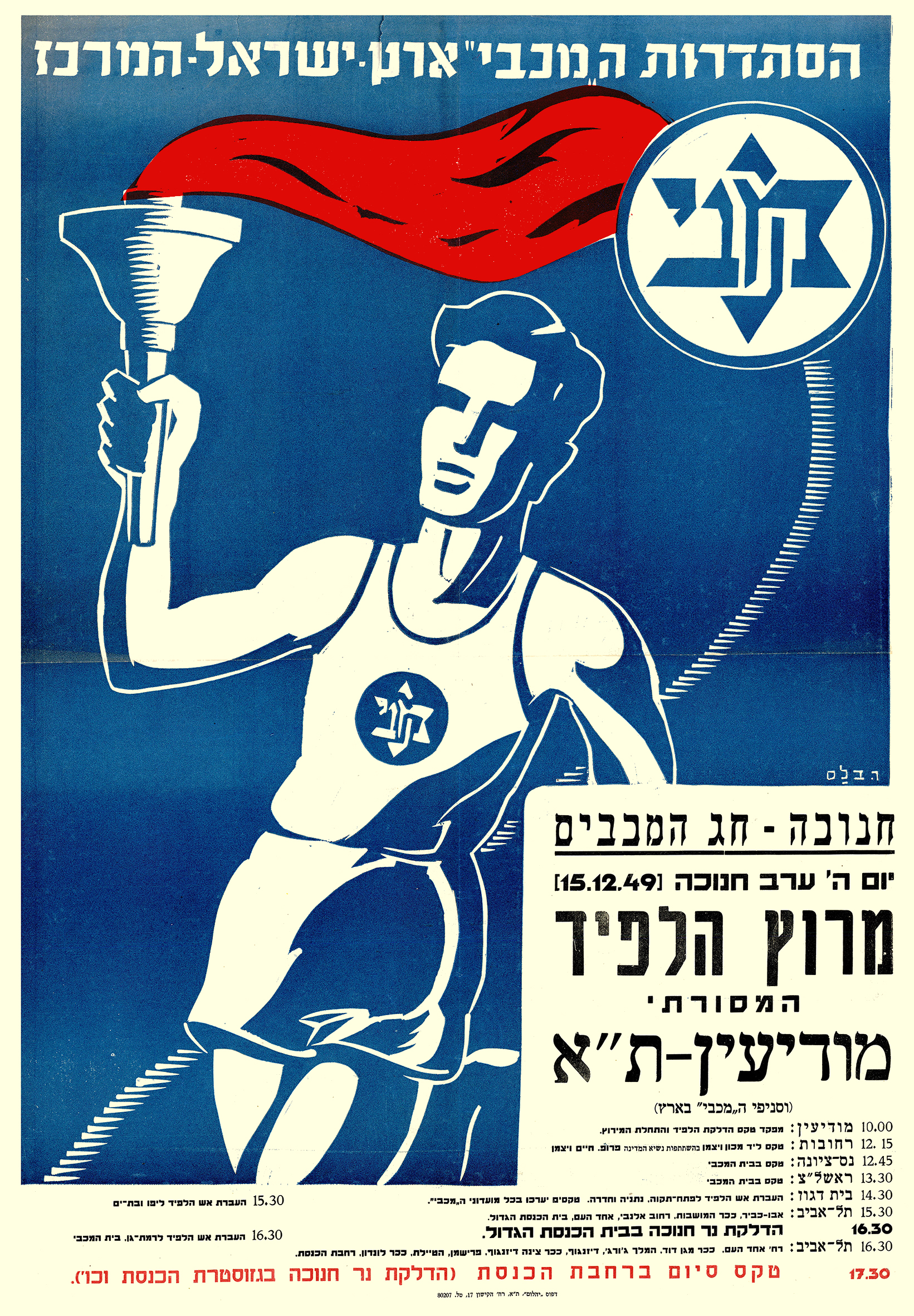
Plakát na atletickou akci Makabejského hnutí mládeže, 1949

Světová unie Makabi, nebo také Světový svaz Makabi, je zastřešující mezinárodní židovská organizace působící v padesáti zemích světa. Má zhruba 400 tisíc členů a dělí se na šest regionálních konfederací. Unie organizuje Makabejské hry.
Hnutí nese název po Makebejcích, kteří ve 2. stol. př. n. l. vedli povstání proti helenizaci Judska. Během povstání se jim podařilo započnout vymanění se ze seleukovské říše, které vládl Antiochos IV. Epifanés. V Judsku následně vzniklo nezávislé Hasmoneovské království.

## Historie

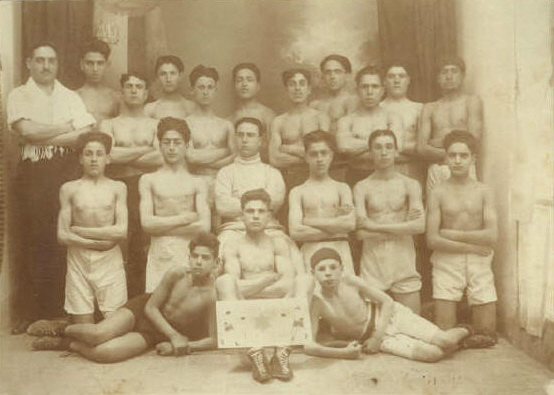
Boxerský klub Makabi v Tunisku, 1923

Během 19. století došlo k rozmachu židovských sportovních týmů a tělovýchov na území východní a střední Evropy. První tělovýchovou byla Izraelitská gymnastická asociace v Konstantinopoli (německy: Israelitischer Turnverein Konstantinopel). Tu založili v roce 1895 v Turecku Židé původem z Německa a Rakouska, které v jiných sportovnách týmech odmítli. O dva roky později byla v bulharském Plovdivu založena židovská tělovýchova Hagibor. Roku 1898 vznikly sportovní kluby Bar Kochba Berlín coby součást budoucí mezinárodní organizace Bar Kochba a Vivó és Athletikai Club v Budapešti v Uhersku. Následně zažily rozkvět kluby, které byly součástí tělovýchov Hakoah, Bar Kochba nebo Hagibor. Názvy lze překládat pojmy jako „síla“ nebo „hrdinství“. Organizace Bar Kochba byla pojmenována po Šim'onu bar Kochbovi, který ve 2. stol. n. l. vedl židovské protiřímské povstání.
Cílem židovských tělovýchov bylo posilovat sionismus, židovský nacionalismus a ideje fyzické zdatnosti. Sionista Max Nordau toto v roce 1898 popsal termínem „svalnatý judaismus“. Koncept měl představit „nové Židy“, coby bojovníky za cíle sionismu.
Politickou rovinu tělovýchov lze ukázat na příkladu Polska. V Krakovu byl založen fotbalový klub Makabi, jehož hlavním soupeřem byl jiný židovský tým, Jutrzenka. Vedle sportovního rivalství byla vzájemná animozita posílena politikou. Makabi představoval Židy propagující sionismus a vznik státu na území mandátní Palestiny, zatímco Jutrzenka zastupovala dělnický židovský svaz Bund s jeho méně radikální politikou kulturní autonomie v Evropě. Spory mezi týmy a jejich fanoušky se rozhořely natolik, že vzájemné zápasy byly označovány za „svatou válku“.
Na území britské mandátní Palestiny vznikl první židovský klub v roce 1906. V roce 1912 se tamní židovské týmy spojily do Makabejské federace Izraele. Téhož roku začaly přípravy mezinárodní organizace, která by propojila týmy v Palestině a v Evropě. Světová unie Makabi vznikla v roce 1921 na 12. Světovém židovském kongresu, který se konal v Karlových Varech v Československu. Cílem bylo vytvořit jednu mezinárodní židovskou organizaci, která zastřeší všechny světové židovské sportovní asociace a tělovýchovy.
Mezi významné kluby nesoucí název Makabi patří: Makabi Haifa, Makabi Ironi Ašdod, Makabi Tel Aviv FC nebo Makabi Tel Aviv BC.